# Anuropus pacificus
Anuropus pacificus är en kräftdjursart som beskrevs av Roger J. Lincoln och Jones 1973. Anuropus pacificus ingår i släktet Anuropus och familjen Anuropidae. Inga underarter finns listade i Catalogue of Life.